# 富士川サービスエリア
富士川サービスエリア（ふじかわサービスエリア）は、静岡県富士市の東名高速道路上に位置するサービスエリア（SA）である。
本項では、併設している富士川スマートインターチェンジ（富士川SIC）および富士川バスストップ（富士川BS）についても併せて記述する。

## 概要
東京方面の施設はハイウェイオアシス「道の駅富士川楽座」を併設しており、静岡県道10号富士川身延線からも利用可能である。富士山が綺麗に見られるSAとして人気が高い。
2013年12月21日に、上り線（東京方面）側エリアは『EXPASA富士川』としてグランドオープンした。
かつては浜名湖SAと同様、駐車場・ガソリンスタンドを除き東京方面・小牧方面共通の施設だった。
こうした構造を逆手に取り1960年代には、富士川サービスエリアを利用する上り線と下り線の利用者が申し合わせて通行券を交換する不正利用が盛んに行われるようになったため、1970年（昭和45年）11月11日、道路公団は不正利用を防止するためサービスエリア内に補助料金所を設置し、通行券のチェックを行い始めた。やがて補助料金所は、1980年代に全車両をチェックする豊橋本線料金所へと発展した。
2000年の富士川楽座オープン時に上り線側施設を新築、施設の分離が行われた。また上下線共通の時代、レストランは駿河湾に浮かぶヨットをイメージした建物が特徴的で、同SAの記念スタンプの図柄にも採用されていたが、分離時に解体された。なお、上り線側から下り線側へ本線を横断していた跨道橋は上下線施設分離後も非常用および管理用として残されており、2010年3月18日より後述のスマートICをフルIC化するにあたり、下り線入口ランプとして流用された。
上り線ではエリアからの合流車線が本線のカーブ区間にあり、そのカーブは下り勾配になっている。また、カーブ中間には跨道橋があり視界が悪くなっているので、速度超過や前方不注意による合流車との事故が多発する地点でもある。

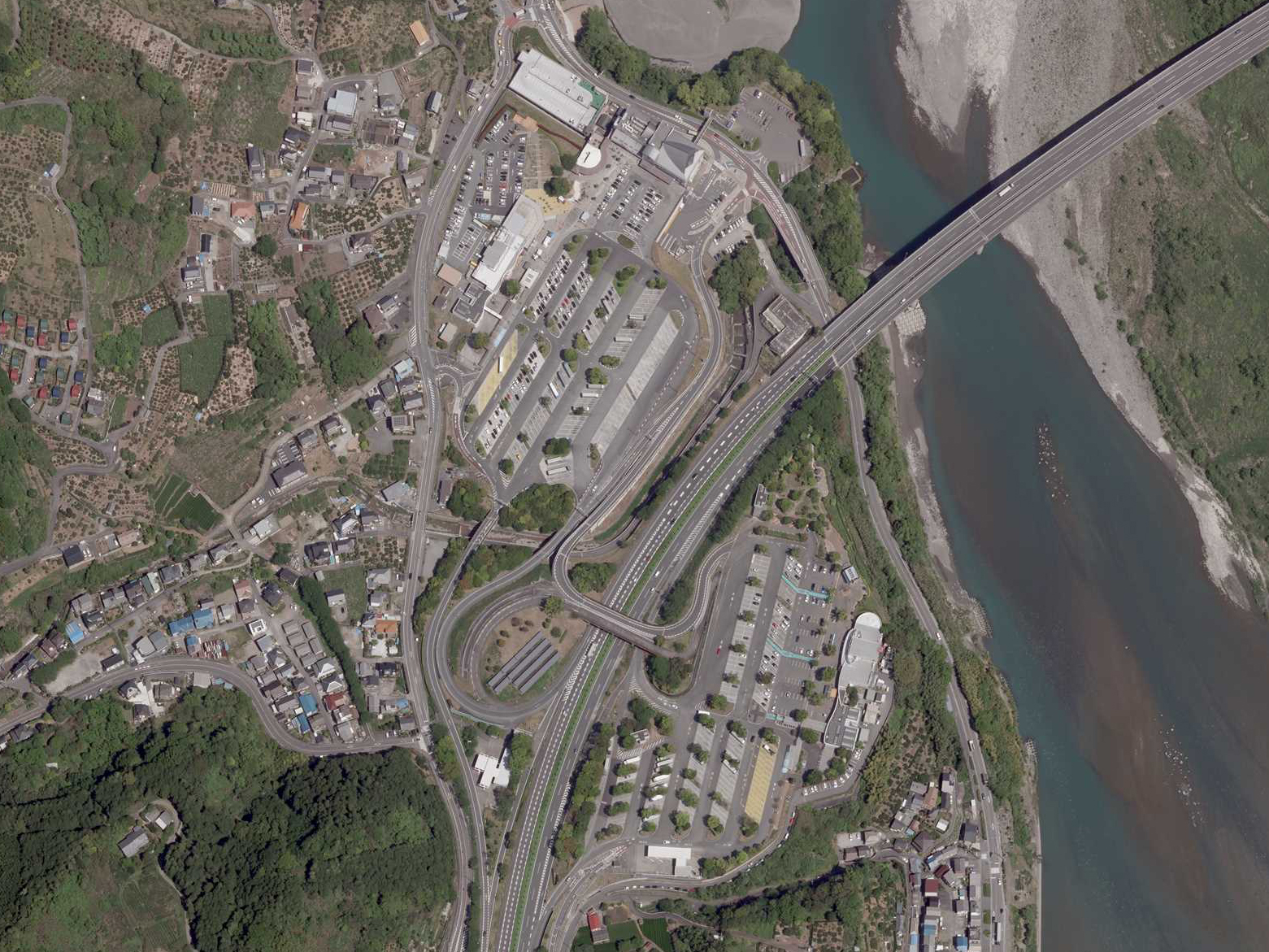
2015年の空撮。 上側が上り線のサービスエリアでその北側に道の駅富士川楽座が隣接する。
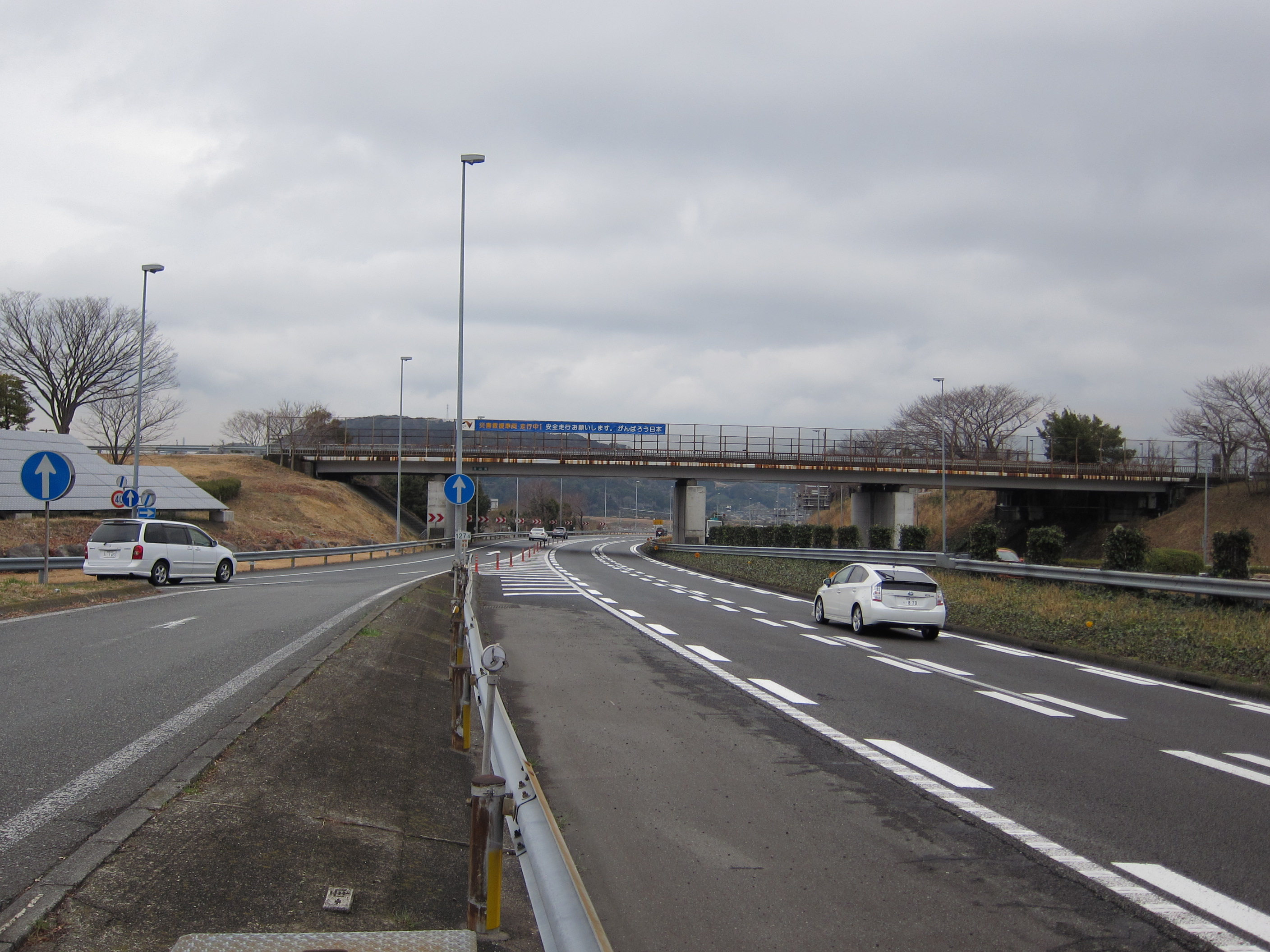
交通事故多発エリアである本線への合流車線部。
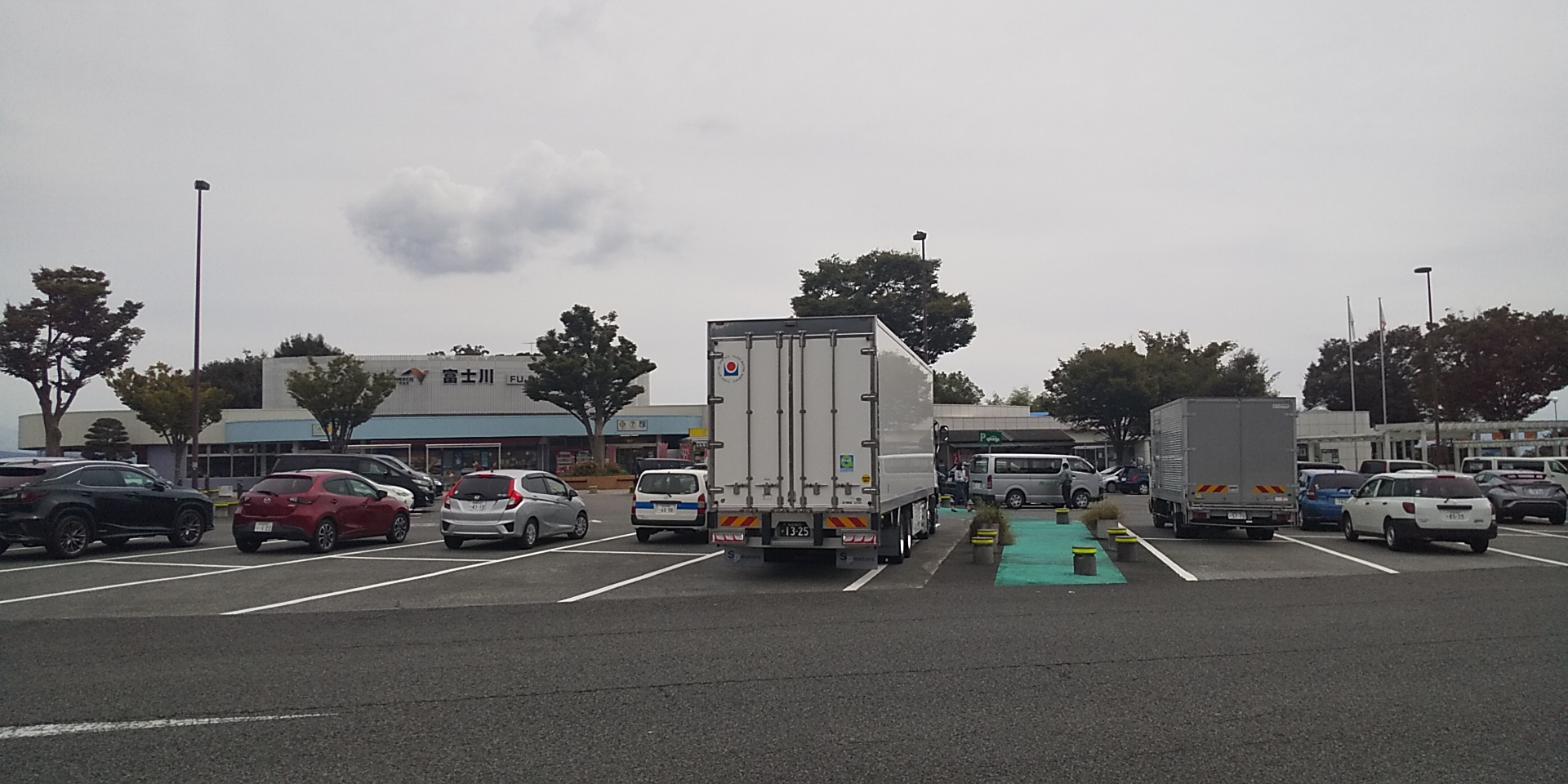
下り線施設外観

## 道路
- E1 東名高速道路
- 静岡県道・山梨県道10号富士川身延線（上り線のみ、道の駅富士川楽座を介して利用可能）。

## 施設

### 上り線（東京方面）EXPASA富士川
ハイウェイオアシス「道の駅富士川楽座」に関しては、「道の駅富士川楽座」を参照。
- 駐車場
  - 大型 39台
  - 小型 214台
  - 兼用 70台
- トイレ
  - 男性 大6（和式2・洋式6）・小16
  - 女性 36（和式4・洋式32）
    - 同伴の男児用 2

  - 車椅子用 1
- ガソリンスタンド（ENEOS（日星コーポレーション(株)）、24時間）[4]
  - 以前は中央石油販売(株)→日星石油(株)（ゼネラル）が運営していた。
  - 注意点として、駐車場などを利用した場合または一般道路からスマートインターチェンジを利用して本線車道（東京方面）に進入する場合は、ガソリンスタンドを利用することができない。したがって、駐車場などを利用する場合またはスマートインターチェンジを利用して一般道路に下車する場合は、先に給油を済ませておかなければならない。
- 給電スタンド（24時間）[4]
- フードコート
  - 麺処ふじのくに（24時間）[5]
  - 天丼「てんや」（9:00 - 21:00）[5]
  - 旅するラーメン（9:00 - 21:00）[5]
  - 日近商店（10:00 - 17:00）[5]
- テイクアウト
  - 富士川風流軒（10:00 - 18:00）[5]
  - Cafe de NEST（10:00 - 18:00）[5]
- おみやげ
  - Select Shop NEST（9:00 - 19:00）[5]
  - My Marche NEST（24時間）[5]
- カフェ
  - Bistro KANPAI（10:00 - 18:00）[5]
- その他
  - カプセルトイ専門店「CAPSULE MARCHE＠EXPASA FUJIKAWA NOBORI」（24時間）[5]
- コンビニエンスストア
  - セブン-イレブン（24時間）[5]
- ATM[4]
- ベビーコーナー[4]
- ハイウェイ情報ターミナル[4]
- ドッグラン[4]
- 自動販売機[4]
- インフォメーション・FAXサービス（平日 8:00 - 18:00・土曜 日曜 祝日 8:00 - 19:00）[4]
- 展望広場
- バス停留所（富士川バスストップ）
- 2014年10月9日より2015年3月31日まで、テレビ朝日のTVドラマ『相棒』とコラボレーションした「相棒テラス」を設置していた。
- 大観覧車 Fuji Sky View（フジスカイビュー、泉陽興業）[6]
  - 2017年（平成29年）2月23日（富士山の日）に開業。夜間はイルミネーションに加え、プロジェクションマッピングによる天気予報などのメッセージ表示も、下り線に向かって行われる。
- ぷらっとパーク（24時間、駐車場76台）[4]

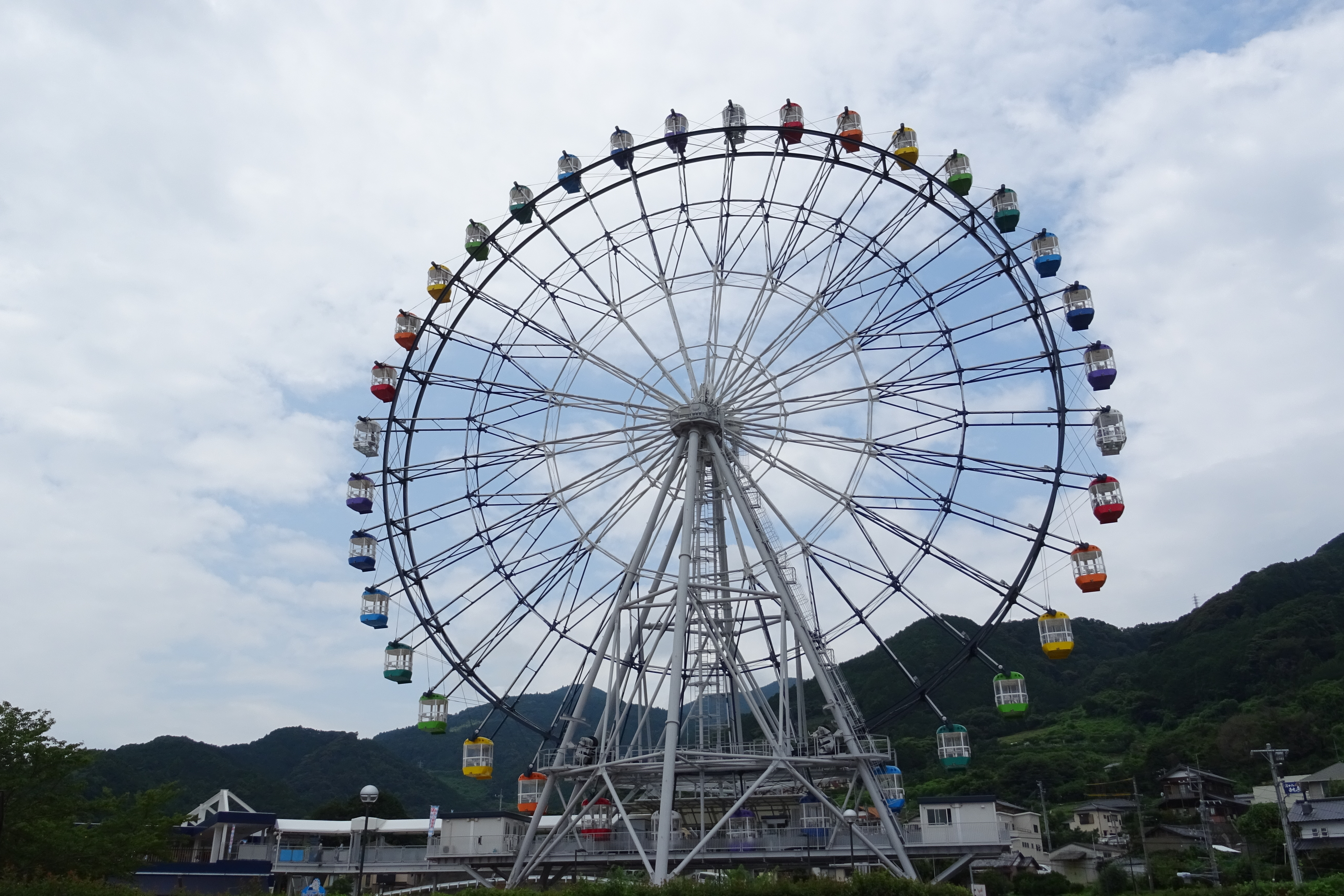
Fuji Sky View（フジスカイビュー）
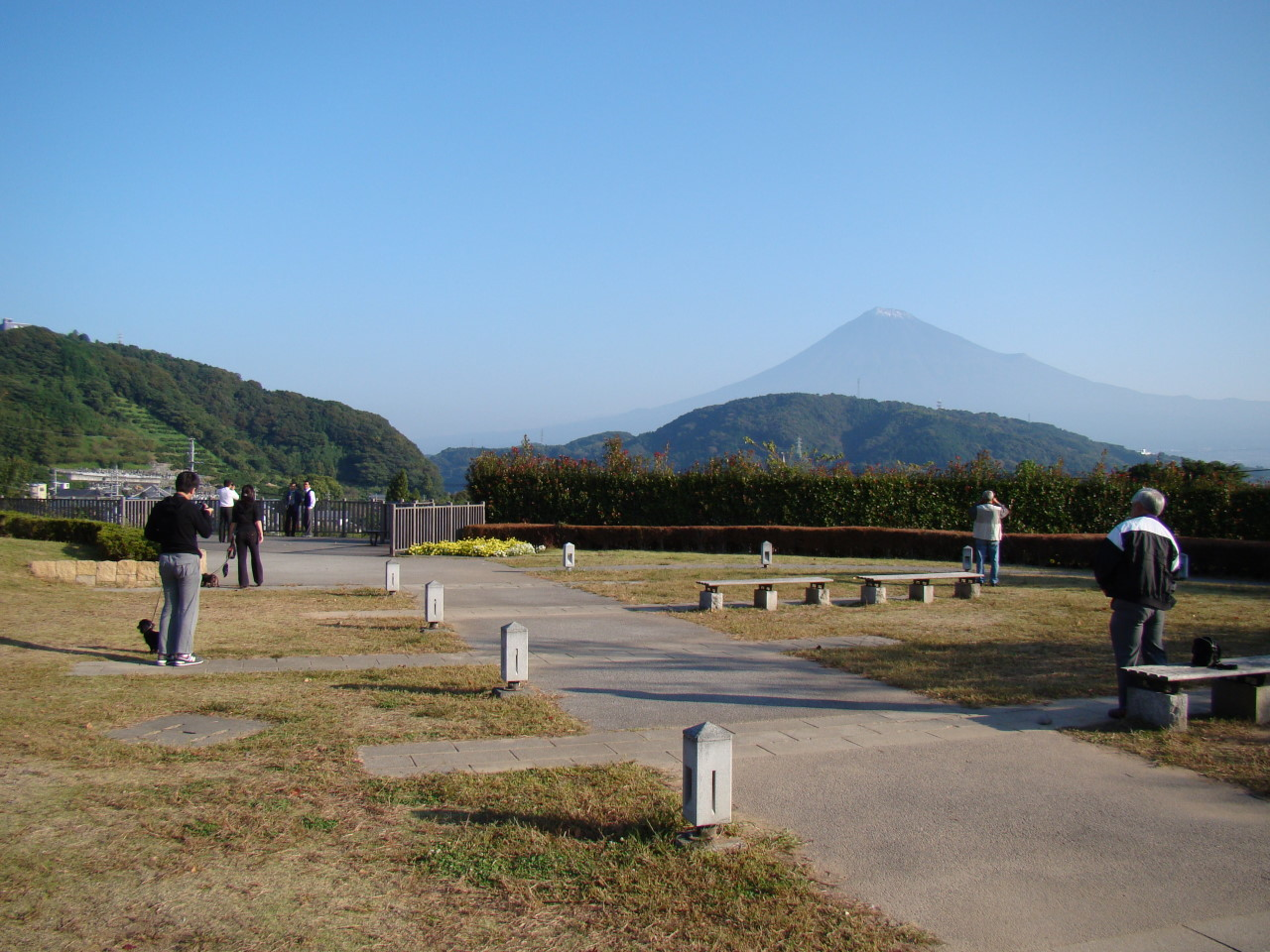
上り線側の園地

### 下り線（名古屋方面）
- 駐車場
  - 大型 72台
  - 小型 192台
  - 兼用 53台
- トイレ
  - 男性 大15（和式4・洋式11）・小24
  - 女性 38（和式6・洋式34）
    - 同伴の男児用 5

  - 車椅子用 3
- ガソリンスタンド（ENEOS（西日本宇佐美）、24時間）[7]
  - 以前はJOMOネット南関東(株)（JOMO）が運営していた。
- 給電スタンド（24時間）[7]
- フードコート
  - 「らーめん田ぶし」（9:00 - 21:00）[8]
  - 「焼津直送 のっけ家」（9:00 - 21:00）[8]
  - 「富士川食堂」（24時間）[8]
- カフェ
  - 「スターバックスコーヒー」（7:00 - 22:00）[8]
- テイクアウト
  - 金のとりから（9:00 - 19:00）[8]
  - 富士山ソフト（9:00 - 19:00）[8]
- おみやげ
  - スーベニアコーナー（8:00 - 21:00）[8]
- コンビニエンスストア
  - セブン-イレブン（24時間）[8]
- ベビーコーナー[7]
- ハイウェイ情報ターミナル[7]
- 自動販売機[7]
- インフォメーション・FAXサービス（平日 9:00 - 19:00・土曜 日曜 祝日 8:00 - 19:00）[7]
- 遊歩道
- バス停留所（富士川バスストップ） 大型車駐車場の奥にある。
- 屋外テラス[9]
- テイクアウトコーナー[9]

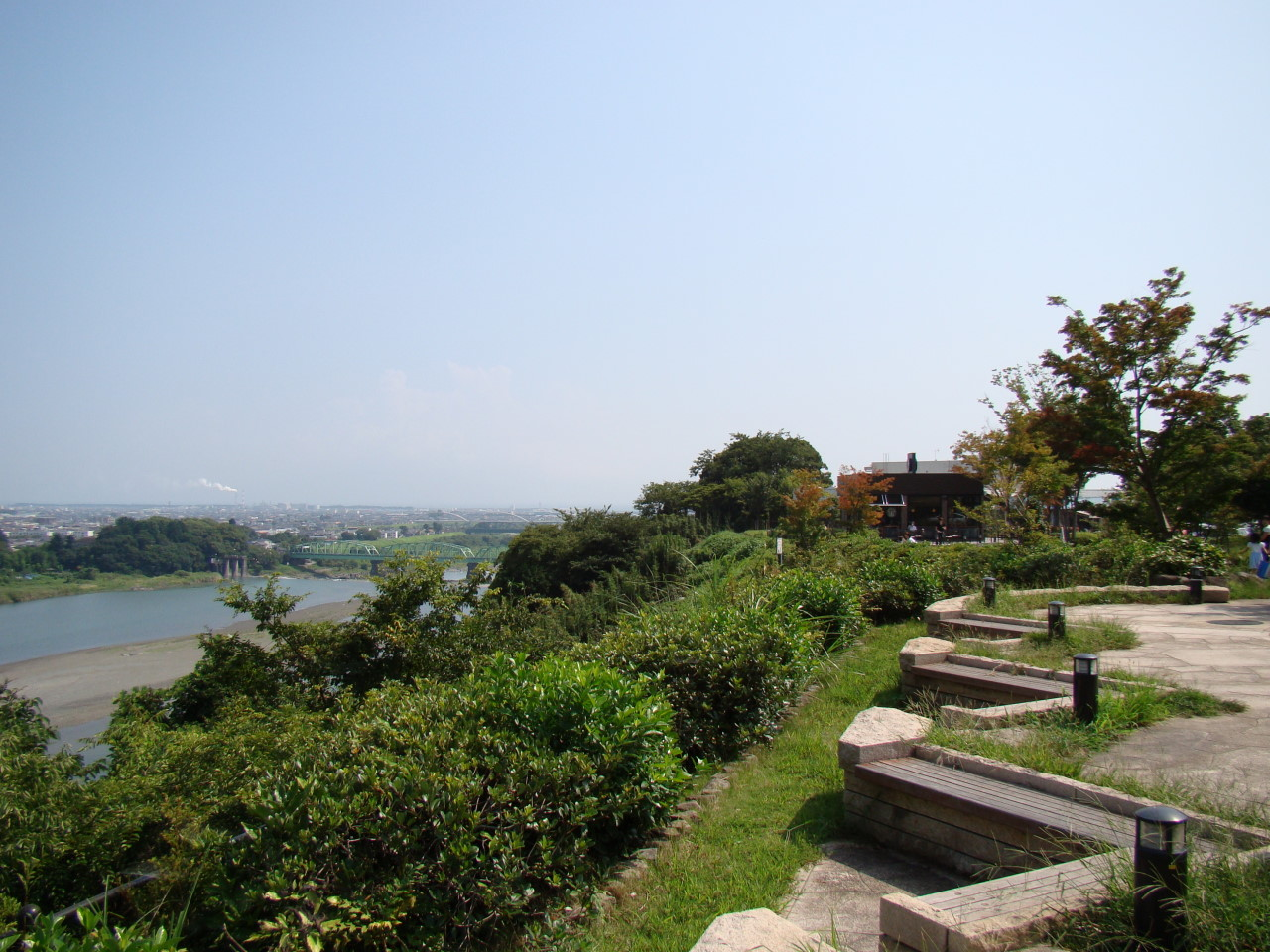
富士川を望む遊歩道（下り線）
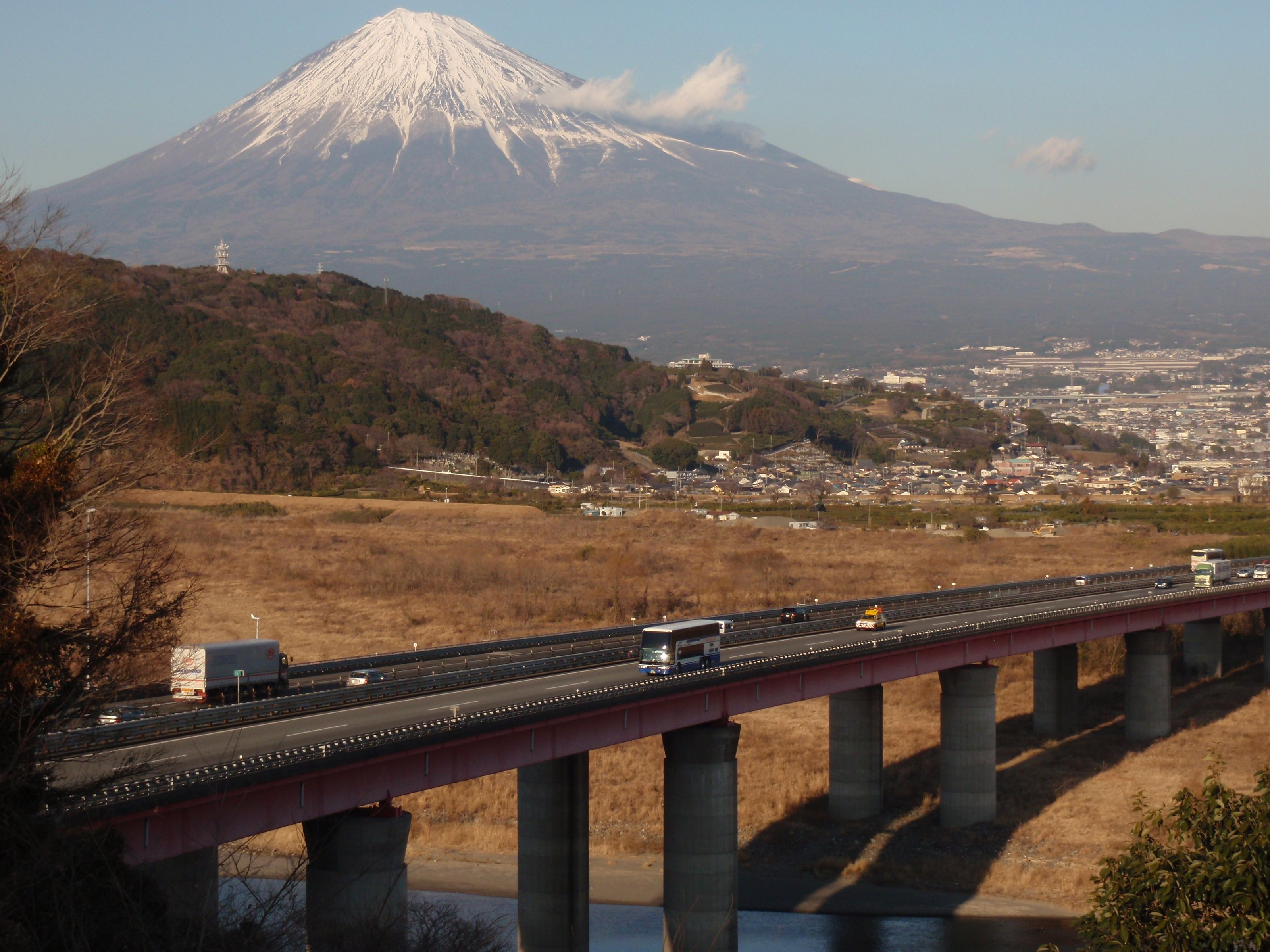
富士川SAから見た東名富士川橋と富士山

## 富士川スマートインターチェンジ

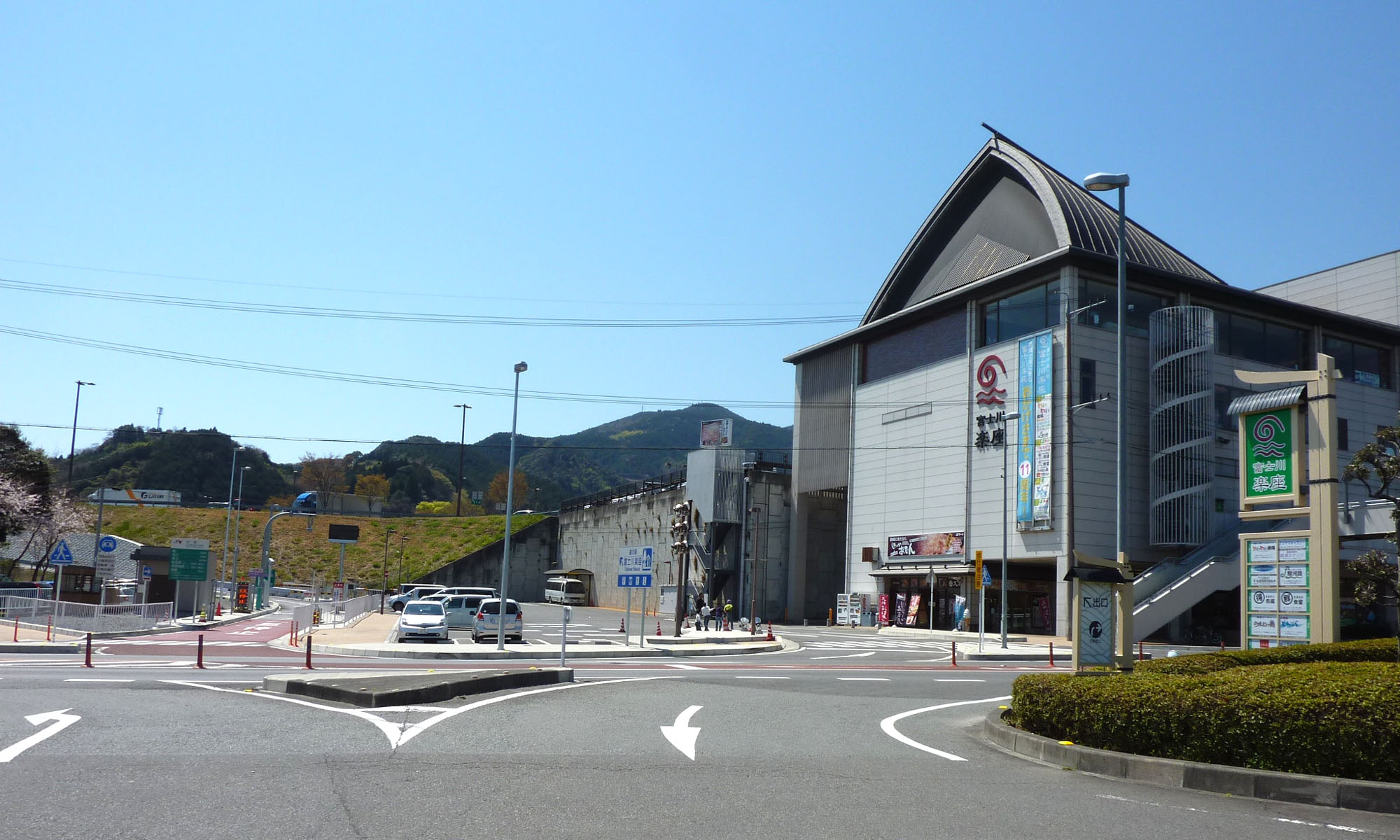
県道側から望むスマートIC(上下線入口)

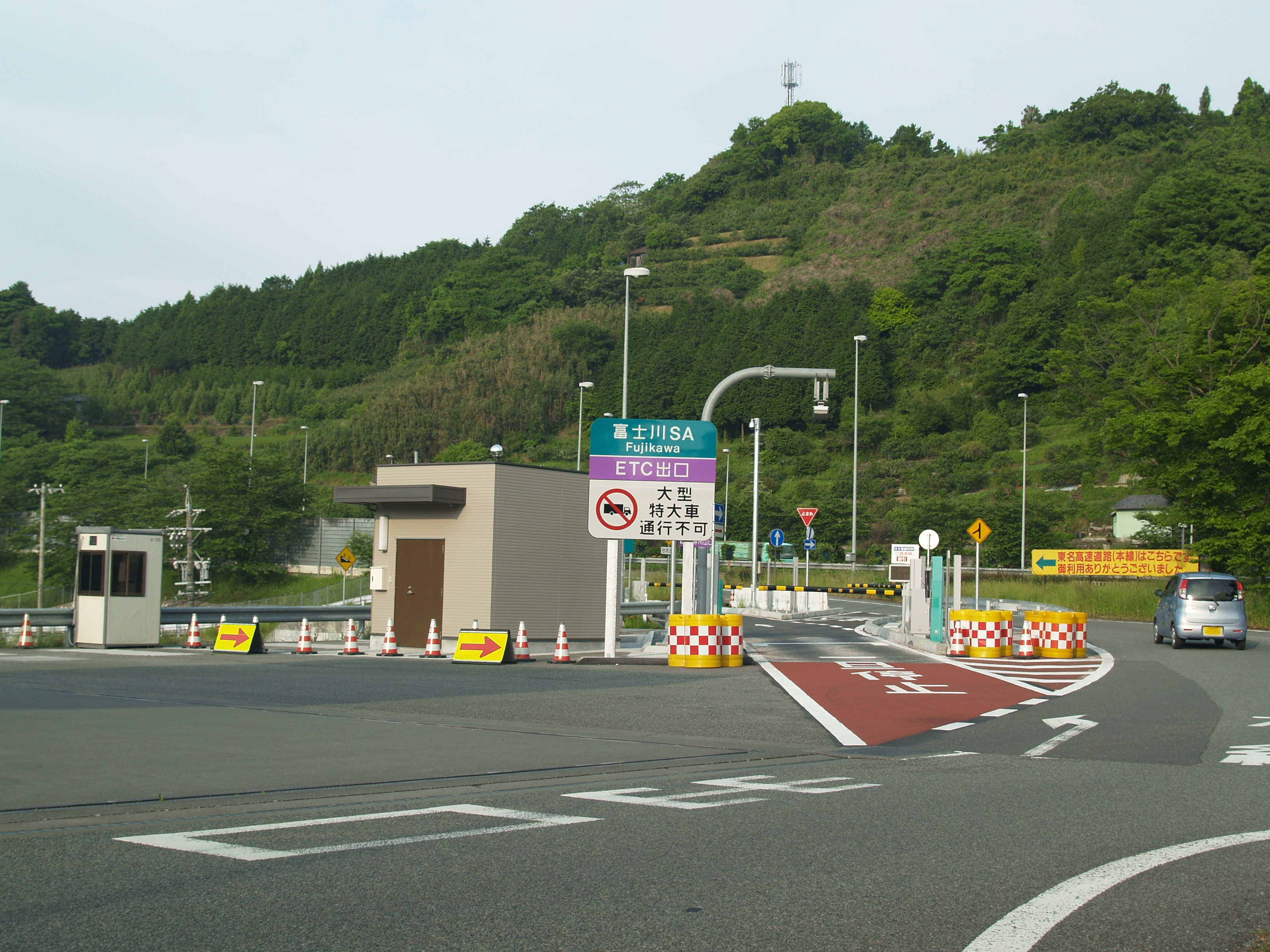
スマートIC（下り線出口）

2005年1月11日から行われたスマートインターチェンジの社会実験を経て、2007年4月1日より本格導入された。従来は東京方面への入口、東京方面・名古屋方面からの出口のみ利用可能であったが、名古屋方面への入口を建設しフルIC化するため、2010年1月から同年3月18日まで一時閉鎖され、同日15時にフルICとして供用が再開された。
共通事項
- 運用時間 : 24時間
- 対象車種
  - 入口 : ETCを搭載した全車種（車長12.0 m以下）
  - 出口 : ETCを搭載した中型車以下（車長8.5 m以下）

### スマートインターチェンジ上り線（東京方面）
- 利用方向 : 東京方面への流入、名古屋方面からの流出
- 休憩施設の利用 : 流出前はガソリンスタンドのみ可、流入後は不可
  - 流入前または流出後にぷらっとパークか富士川楽座の一般道駐車場に駐車すれば売店等の利用が可能。

### スマートインターチェンジ下り線（名古屋方面）
- 利用方向 : 名古屋方面への流入、東京方面からの流出
- 休憩施設の利用 : 流入後・流出前とも可

## 富士川バスストップ

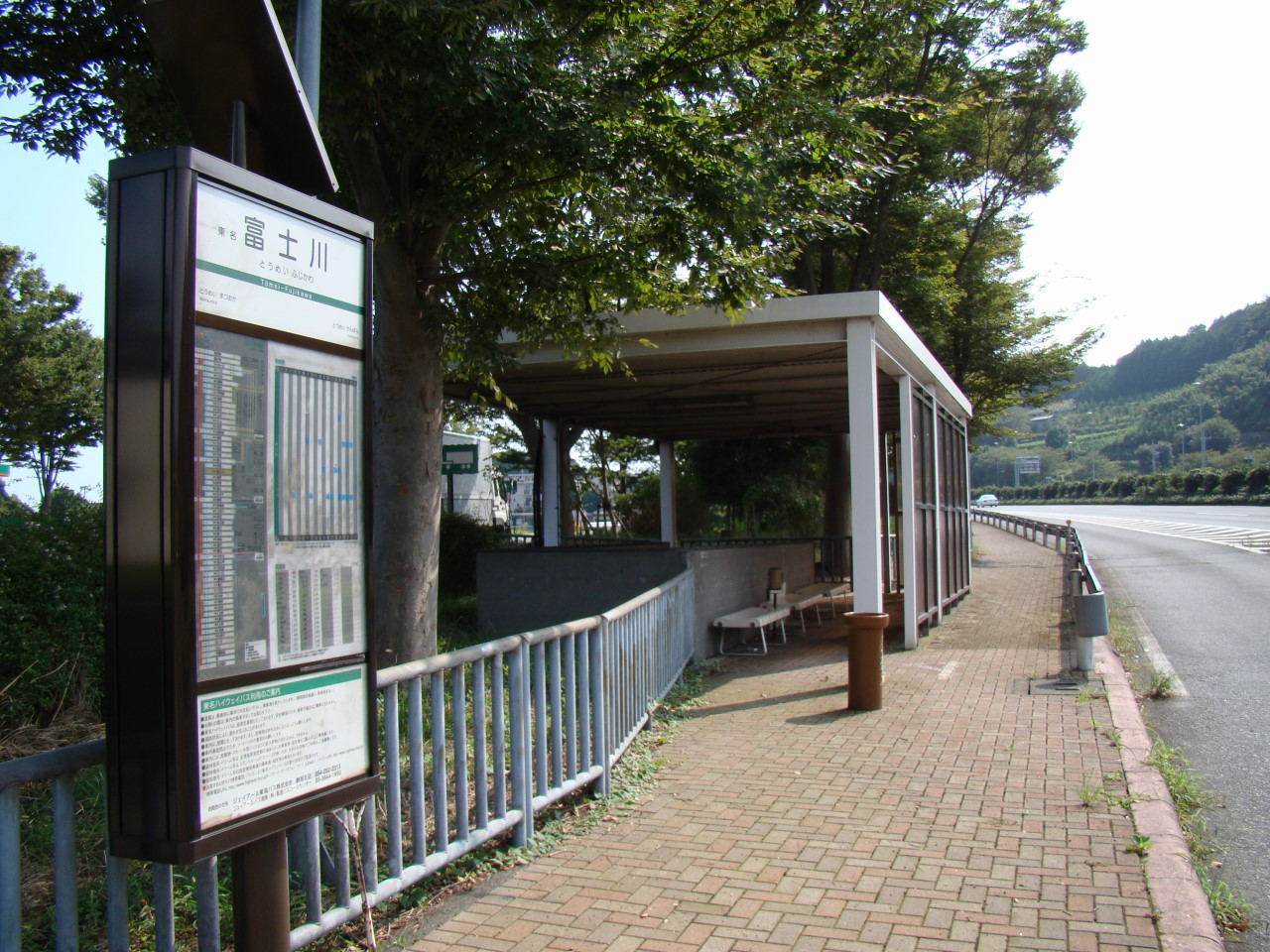
富士川バスストップ下り線

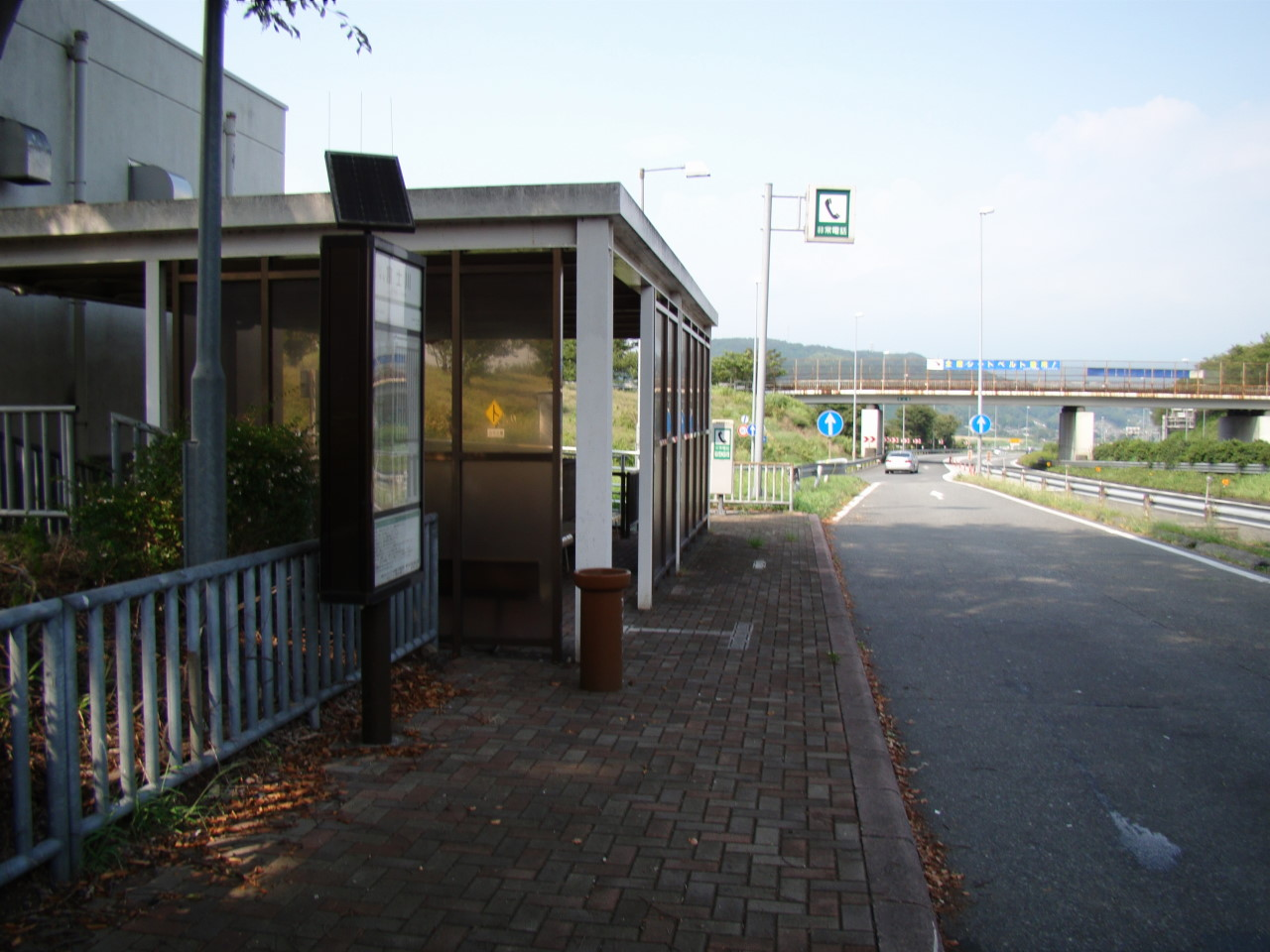
富士川バスストップ上り線

富士川サービスエリアに併設されたバス停留所 (BS) である。旅客案内上、東名富士川（とうめいふじかわ）とも呼ばれる。下り線はサービスエリアに隣接しているが、上り線はやや離れており、上り線側エリアとの直接の行き来はできない。上り線側と下り線側を直接結ぶ地下道がある。
東名ハイウェイバスの急行便が停車する。

### 歴史
- 1969年6月10日 : 開設

### 停車する路線
- 東名ハイウェイバス（東京〜御殿場〜静岡）（JRバス関東、JR東海バス）

### 隣接のバス停
- 蒲原BS - 富士川BS - 松岡BS

### 乗り換え
- 山交タウンコーチ 『富士川楽座』バス停、『湯沢橋』バス停
- 東海道本線 富士川駅[10]

### 距離
- 東京駅から145.3 km

## 隣
E1 東名高速道路
(9) 富士IC - (9-1) 富士川SA/スマートIC - 由比PA - (9-2) 清水JCT - (10) 清水IC